# Cremnophora
Cremnophora là một chi bướm đêm thuộc họ Noctuidae.

## Các loài
- Cremnophora angasii Angas, 1847